# (7084) 1991 BR
(7084) 1991 BR est un astéroïde de la ceinture principale découvert en 1991.

## Description
(7084) 1991 BR a été découvert le 19 janvier 1991 à l'Observatoire astronomique Dynic, basé à Kyoto, au Japon, par Atsushi Sugie.

### Caractéristiques orbitales
L'orbite de cet astéroïde est caractérisée par un demi-grand axe de 2,56 UA, un périhélie de 2,02 UA, une excentricité de 0,21 et une inclinaison de 7,47° par rapport à l'écliptique. Du fait de ces caractéristiques, à savoir un demi-grand axe compris entre 2 et 3,2 UA et un périhélie supérieur à 1,666 UA, il est classé, selon la JPL Small-Body Database, comme objet de la ceinture principale.

### Caractéristiques physiques
(7084) 1991 BR a une magnitude absolue (H) de 13,6 et un albédo estimé à 0,195.